# Харвивил (Канзас)
Харвивил (енгл. Harveyville) град је у америчкој савезној држави Канзас.

## Демографија
По попису из 2010. године број становника је 236, што је 31 (-11,6%) становника мање него 2000. године.
| Група             | 2000.       | 2010.       |
| Белци             | 258 (96,6%) | 220 (93,2%) |
| Афроамериканци    | 0 (0,0%)    | 0 (0,0%)    |
| Азијати           | 3 (1,1%)    | 4 (1,7%)    |
| Хиспаноамериканци | 3 (1,1%)    | 5 (2,1%)    |
| Укупно            | 267         | 236         |